# Otto Odebrecht

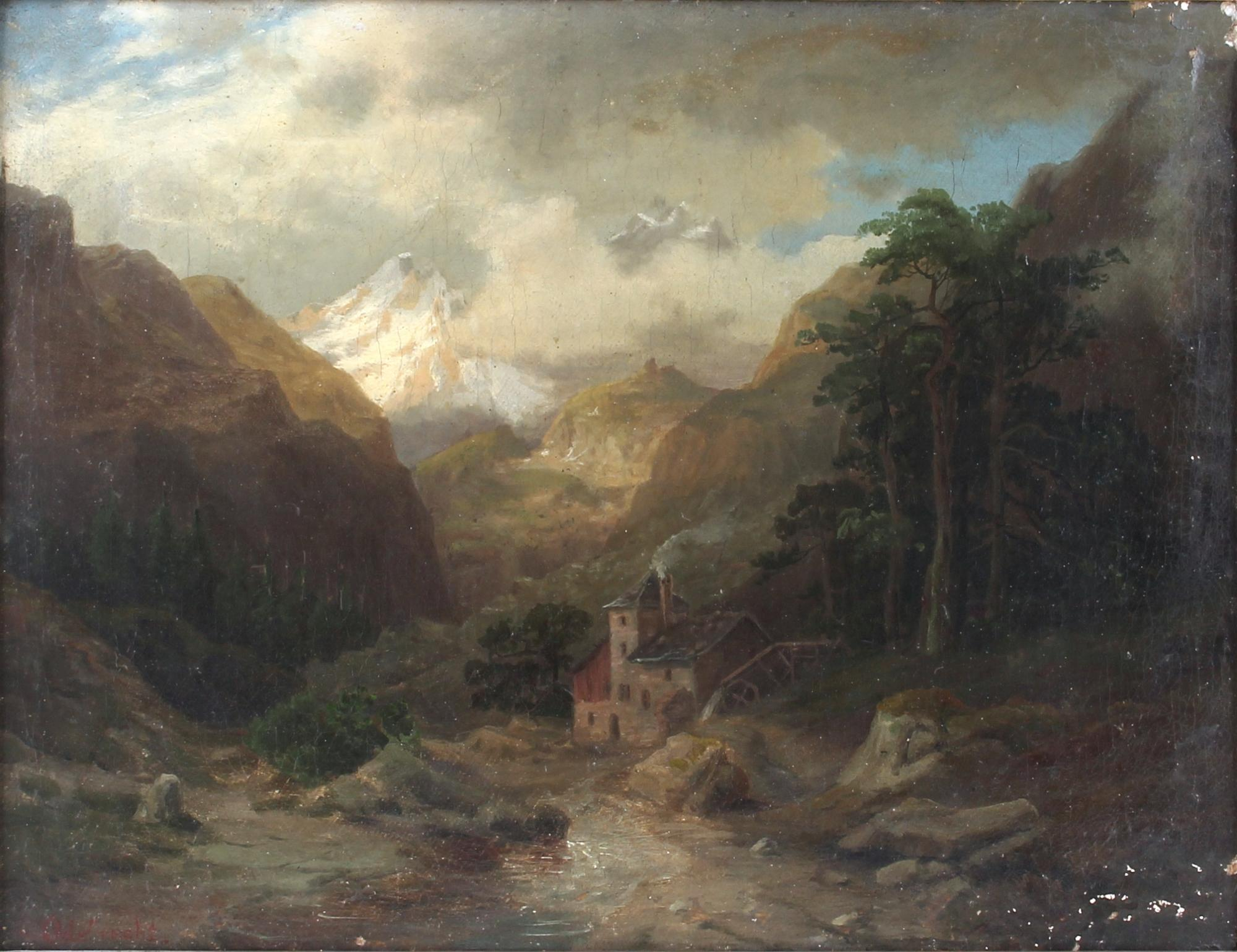
Alpental mit Wassermühle

Otto Friedrich Hermann Odebrecht (* 20. April 1833 in Greifswald; † 17. Mai 1860 in Düsseldorf) war ein deutscher Landschaftsmaler.

## Leben
Otto Odebrecht war der einzige Sohn des Greifswalder Altermanns Hermann Theodor Odebrecht (* 4. Mai 1802) sowie ein Enkel des Greifswalder Bürgermeisters Johann Hermann Odebrecht. Er war zuerst Schüler des akademischen Zeichenlehrers Eduard Weiland (1815–1885) und ging dann nach Düsseldorf, wo er sich im Atelier von August Weber zum Landschaftsmaler ausbildete. Da er infolge eines Insektenstichs früh verstarb, blieb sein Œuvre begrenzt. Nach seinem Tode strebte sein Vater danach, die Bilder des Sohns in einer Sammlung zu vereinigen.